# 堂吉訶德 (芭蕾舞劇)

《唐吉訶德》第三幕男女主角巴西里奧和琪蒂的經典造型

《唐吉訶德》（俄語：«Дон Кихот»），是基於米格尔·德·塞万提斯的同名小說改編而來的四幕八場芭蕾舞劇，由莱昂·明库斯（Leon Minkus）作曲，首演於1869年12月26日［儒略曆12月4日］由芭蕾編舞家莫里斯·珀蒂帕（Marius Petipa）負責為莫斯科皇家大劇院芭蕾舞團編排。其後珀蒂帕和明库斯為聖彼得堡皇家芭蕾舞團把該劇擴充至5幕11場，並在1871年11月21日［儒略曆11月9日］在聖彼得堡皇家大石劇院（Imperial Bolshoi Kamenny Theatre）首演這個改編版。
而今天該劇的大部分版本都源自亞力山大·戈爾斯基（Alexander Gorsky）在1900年為莫斯科大劇院編排的版本，該版在1902年也曾在聖彼得堡马林斯基剧院上演。

## 較早版本
而將這本塞万提斯的小說入舞，珀蒂帕和明库斯並非第一人，1740年維也納編舞家弗朗茨·希維定 (Franz Hilverding)就按原著角色安排編排過。該版本在1786年於巴黎被現代芭蕾舞之父讓-基奧治·諾維讓(Jean-Georges Noverrein)重新編排過。
但原著主角的安排，缺乏一對男女主角互動，從而難以安排雙人舞，是將小說《唐吉訶德》改編為芭蕾舞劇的一大難題。而這個難題在1801年，被巴黎歌劇院的芭蕾舞總監路易-雅克·米隆成功解決。米隆選粹了塞万提斯同名小說的第二部中的兩個章節改編而成，將主角則變成了酒庄老闆女兒琪蒂（Kitri，原著中的 Quiteria）和同村的窮理髮師巴西里奧（Basilio）這對情人。

## 劇情大綱
珀蒂帕/明库斯這個版本就是沿用米隆版本的劇情大綱，琪蒂一直和巴西里奧相戀，但其父卻打算將她嫁給有錢的中年人戛馬謝 (Gamache，原著中的Camacho)。巴西里奧和琪蒂想出一個辦法：巴西里奧假扮自殺，琪蒂懇求父親允許她先和巴西里奧冥婚，再和戛馬謝正式結婚。琪蒂父親答應冥婚過後，巴西里奧立刻「復活」，反對這對愛侶結婚的父親，在唐吉訶德的調停過後也只好作罷。唐吉訶德和其侍從桑丘·潘薩（Sancho Panza）實際上是該劇的配角人物，雖然唐吉訶德把琪蒂誤認為自己夢中情人達辛妮亞（Dulcinea）和攻擊風車的場景都被安排在劇情主線之上。

## 角色和首演陣容
| 角色 / 職務                            | 莫斯科大劇院 1869年12月26日［儒略曆12月4日］ | 聖彼得堡大石劇院 1871年11月21日［儒略曆11月9日］ | 莫斯科大劇院 1900年12月19日［儒略曆12月6日］ |
| -------------------------------------- | -------------------------------------------- | ------------------------------------------------ | -------------------------------------------- |
| 唐吉訶德                               | Wilhelm Vanner                               | Timofei Stukolkin                                | Aleksei Bulgakov                             |
| 琪蒂，酒館老闆的女兒                   | Anna Sobeshchanskaya                         | Alexandra Vergina                                | Mathilde Kschessinskaya                      |
| 巴西里奧，窮理髮師                     | Sergei Sokilov                               | Lev Ivanov                                       | Nikolai Legat                                |
| 桑丘·潘薩，唐吉訶德的侍從              | Vassily Geltser                              | －                                               | Enrico Cecchetti                             |
| 達辛妮亞，唐吉訶德的夢中情人           | Polina Karpakova                             | －                                               | －                                           |
| 戛馬謝，琪蒂的富有追求者               | Dmitri Kuznetsov                             | －                                               | Pavel Gerdt                                  |
| 街頭舞者                               | －                                           | －                                               | Olga Preobrazhenskaya                        |
| 愛神                                   | －                                           | －                                               | 塔玛拉·卡萨维娜                              |
| 胡安妮塔，賣花女，巴西里奧和琪蒂的朋友 | －                                           | －                                               | 安娜·巴甫洛娃                                |
| 樂團                                   | 莫斯科大劇院管弦樂團                         | 聖彼得堡皇家芭蕾舞團管弦樂團                     | 莫斯科大劇院管弦樂團                         |
| 編舞                                   | 莫里斯·珀蒂帕                                | 莫里斯·珀蒂帕                                    | 亞力山大·戈爾斯基                            |

## 特色
《唐吉訶德》在現今被譽為最歡喜和具節日氣氛的古典芭蕾舞劇，並有足夠空間讓主角表演高難度的技巧。與此同時，無論是在劇情和舞步的安排都非常好，在基洛夫版本尤其明顯。
一個短小的序幕，由唐吉訶德和桑丘·潘薩的簡單動作，帶起劇情。接著是題為「巴塞隆納的廣場」的第一幕，以類西班牙風格的古典編舞為主，附以零碎的民族特徵舞（英語：Character dance）。
第二幕，「吉普賽人的營地」，則是鮮明對比，以默劇和民族特徵舞為主。
第三幕題為「達辛妮亞的花園」，全幕由女舞蹈員表演純古典的舞步，描繪唐吉訶德夢中的仙境。而題為「塞維利亞的小酒館」的第四幕又回到民族特徵舞為主，大部分女舞蹈員都穿上有跟的民族舞蹈鞋表演。

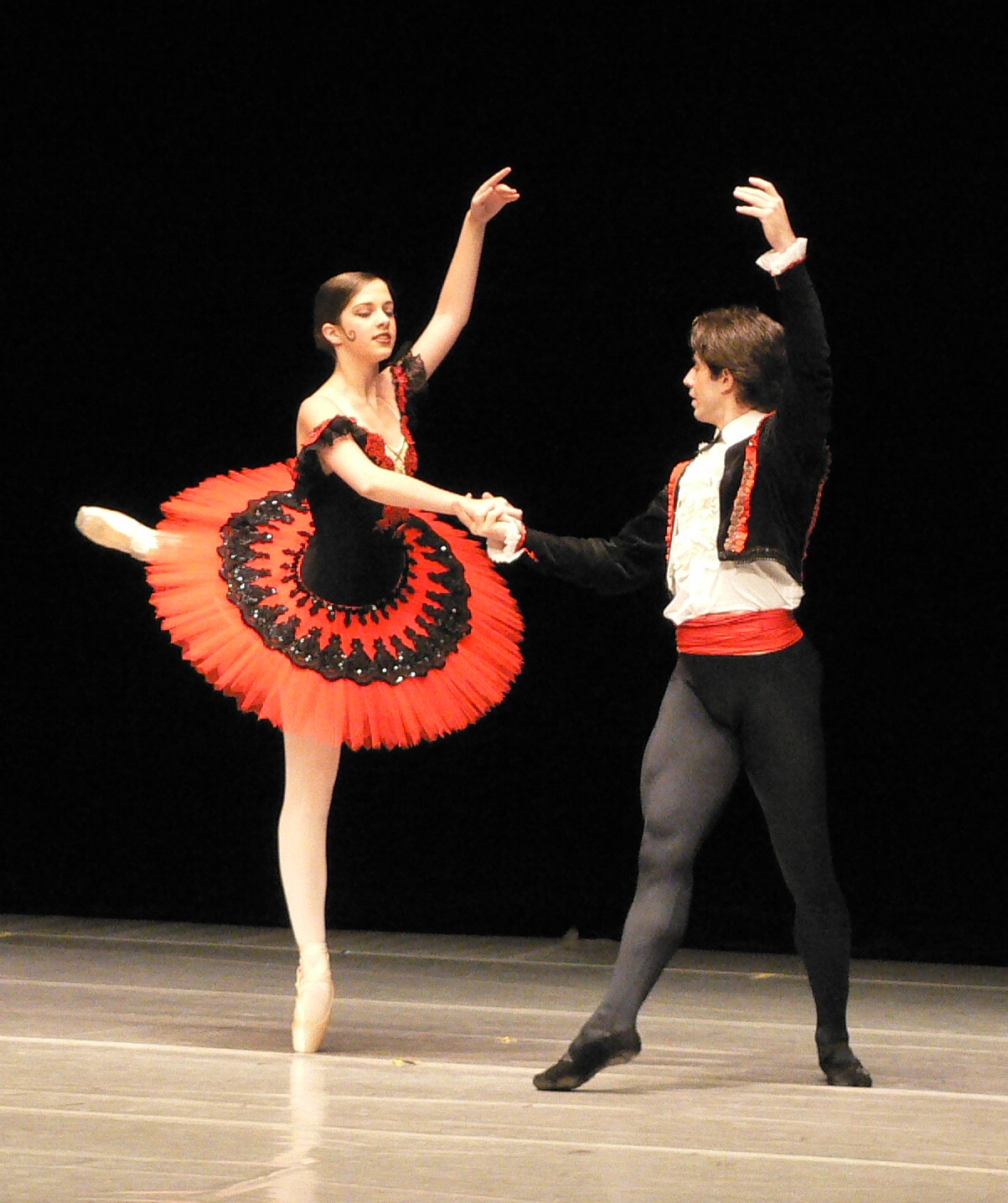
《唐吉訶德》著名的婚禮雙人舞

最後一幕，則是主角——琪蒂和巴西里奧的婚禮，以古典的舞步為主，重頭戲便是主角表演的著名雙人舞（pas de deux）。
而主角不單單表演幾個變奏，炫耀技巧了事，還會通過舞蹈交代劇情，表達想法和感受，而且編舞上也表達了不少角色的個性。
而整套芭蕾舞劇也被認為有暗示到民主的訊息：唯一的「貴族騎士」戛馬謝是眾人的取笑和玩弄對象，唐吉訶德雖然諷刺性不減，但也是一個友善的角色。而相比之下，琪蒂和巴西里奧則是戲中主角，眾人的焦點所在。

## 由俄國到西方
1924年首次西方演出的《唐吉訶德》，是由1902年戈爾斯基版本的刪減版，由著名芭蕾舞蹈家安娜·帕瓦洛娃 (Anna Pavlova)自資的公司帶到西方，但一直未能足本上演。而難度極高的「婚禮大雙人舞」直到1940年代才被蒙地卡羅俄羅斯芭蕾舞團所表演。西方的首次足本上演見於1966年，由英國的藍巴特芭蕾舞團（Ballet Rambert）所編排。1966年，芭蕾舞大師魯道夫·紐瑞耶夫為維也納國立歌劇院芭蕾舞團編排了自己的版本，並用了約翰·蘭奇貝利（John Lanchbery）改編版的音樂，並在1973年和澳大利亞芭蕾舞團合作錄影了這個版本。米哈伊·巴里什尼科夫1980年為美國芭蕾舞劇院編排的版本，廣獲好評，並在巴黎歌劇院等地上演。當今世界各大芭蕾舞團上演該劇的不同版本，被譽為是當今最經典的芭蕾舞劇之一。
而著名編舞家喬治·巴蘭欽（George Balanchine）在1965年，放棄明庫斯的音樂，改用尼古拉斯·那波科夫（Nicolas Nabokov）的音樂，編排了著名的現代新版本。巴蘭欽將主角轉回到唐吉訶德和達辛妮亞身上。該劇一直上演至1970年代中期。2005年當年為巴蘭欽出演達辛妮亞的蘇珊·法雷爾（Suzanne Farrell）重新編排了這個版本。

## 相關舞評
- NY Times article by Lawrence van Gelder, March 25, 2008 （页面存档备份，存于）